# Saukkojärvi (sjö i Finland, Lappland, lat 67,28, long 29,42)
Saukkojärvi är en sjö i Finland. Den ligger i kommunen Salla i landskapet Lappland, i den norra delen av landet, 800 km norr om huvudstaden Helsingfors. Saukkojärvi ligger 266,8 meter över havet. Arean är 1,52 kvadratkilometer och strandlinjen är 8,18 kilometer lång. Sjön  ingår i Kemi älvs huvudavrinningsområde. 